# Peinture de Son Altesse Sérénissime
La Peinture de Son Altesse Sérénissime est une ode de Tristan L'Hermite dédiée à l'infante d'Espagne Isabelle-Claire-Eugénie d'Autriche, gouvernante générale des Pays-Bas espagnols. Publié en 1634 avec d'autres poèmes consacrés à la mort prématurée de cette princesse, le poème est intégré dans le recueil des Vers héroïques en 1648.

## Présentation

### Contexte
L'infante d'Espagne Isabelle-Claire-Eugénie, gouvernante générale des Pays-Bas, accueille Gaston d'Orléans, qui avait fui la France après la journée des dupes, rejoint en Lorraine par Tristan, qui le suit dans son exil. Il reste ainsi à la cour de Bruxelles à partir de janvier 1633.
Tristan L'Hermite est présenté à l'infante, qui « l'accueillit avec une bienveillance toute particulière, et lui accorda avec beaucoup de bonne grâce l'autorisation de faire sa Peinture ». Ainsi, tout en préparant l'édition des Plaintes d'Acante à Anvers, le poète obtient l'accord de Rubens pour dessiner le Frontispice de son nouvel ouvrage
Malheureusement, « la princesse mourut avant même que le poème fût achevé d'imprimer ». Cet incident lui faisait perdre « une protectrice au moment même où il espérait recevoir les témoignages de sa bienveillance ». Cependant, « le succès des poésies de Tristan fut grand ; il état favorisé d'ailleurs par le regret universel qu'avait laissé celle à qui elles étaient consacrées ».

### Texte
La Peinture de Son Altesse Sérénissime est une ode constituée de 46 douzains :
| Mes yeux ne sauraient s'éblouir À l'éclat d'une fausse gloire, Dont les ans font s'évanouir Les vanités et la mémoire. Le seul lustre de la grandeur Ne peut me mettre en bonne odeur Ce qui n'a point de bonnes marques ; Et, dans les vices enchaînés, Je tiens que les princes mal nés, Ces jouets du temps et des Parques, Bien qu'ils passent pour des monarques, Sont des esclaves couronnés. | Tantôt vous amassiez des fleurs Au temps que le soleil les ouvre, Après avoir séché les pleurs Dont l'aurore au matin les couvre. Lors, partout sur votre chemin, L'œillet, la rose ou le jasmin Faisaient l'honneur de leur empire. Exhalant un parfum si doux, Et s'inclinant à vos genoux Avec la faveur du Zéphire, Leur douce odeur semblait vous dire Belle princesse cueillez-nous. |  |

### Publication
La Peinture de Son Altesse Sérénissime, publiée en 1634, est intégrée dans le recueil des Vers héroïques en 1648, avec trois douzains de moins que l'édition originale. 

## Postérité

### Éditions nouvelles
Le poème est réédité en 2002 dans le tome III des Œuvres complètes de Tristan L'Hermite.

### Analyse
La Peinture de Son Altesse Sérénissime est « fort édifiante : elle rappelle la description d'une amante (beauté éclairante, fille des nymphes et des Grâces) tout en dessinant les traits héroïques de la princesse (lignage hors norme, honneur, vertu, courage, double d'une guerrière et d'une chasseresse). Tristan prend alors plaisir à mélanger les deux univers ».

### Éditions modernes
- Jean-Pierre Chauveau et al., Tristan L'Hermite, Œuvres complètes (tome III) : Poésie II, Paris, Honoré Champion, coll. « Sources classiques » (no 42), 2002, 736 p. (ISBN 978-2-745-30607-4)

### Ouvrages cités
- Napoléon-Maurice Bernardin, Un Précurseur de Racine : Tristan L'Hermite, sieur du Solier (1601-1655), sa famille, sa vie, ses œuvres, Paris, Alphonse Picard, 1895, XI-632 p.
- Amédée Carriat, Tristan, ou L'éloge d'un poète, Limoges, Éditions Rougerie, 1955, 146 p.